# Schloss Trachselwald

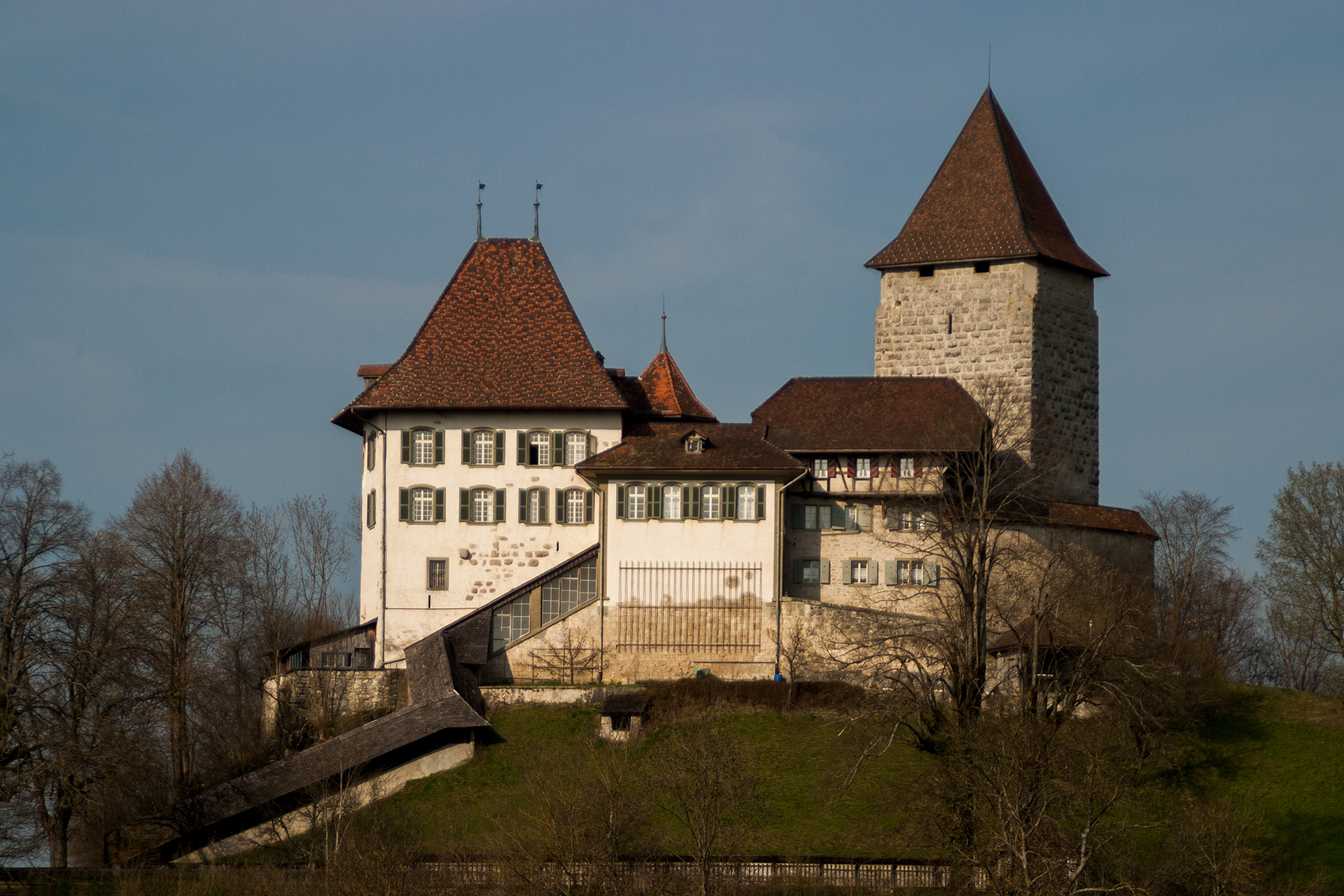
Schloss Trachselwald (Südansicht).

Das Schloss Trachselwald ist ein Schloss aus dem 13. Jahrhundert in der Gemeinde Trachselwald im Schweizer Kanton Bern. Als Wahrzeichen der Kantonserweiterung um das obere Emmental und sprechendstes Denkmal des Bauernkriegs ist es ein Baudenkmal von nationaler Bedeutung.

## Allgemeine Geschichte
Trachselwald ist die einzige Burg, die oberhalb von Burgdorf im einst dicht von Burgen gesäumten Emmental erhalten geblieben ist. Der Name der zugehörigen Herrschaft wird erstmals 1131 erwähnt. Das Schloss gehörte im Spätmittelalter den Freiherren von Trachselwald, dann denjenigen von Rüti bei Lyssach und schliesslich denen von Sumiswald. Deren Geschick war mit jenem der Grafen von Neu-Kyburg verbunden: im Burgdorferkrieg 1383 musste Burkhard von Sumiswald das Schloss Trachselwald den bernischen Belagerern übergeben. 1408 verkaufte er Schloss und Herrschaft an die Stadt und Republik Bern, die damit im Emmental erstmals oberhalb von Burgdorf Fuss fasste.
1528 wurde der Landvogtei der grösste Teil des Besitzes des aufgehobenen Klosters Trub zugeführt. Während des Schweizer Bauernkrieges wurde das Schloss aufgerüstet. In ihm wurde der am 19. Juni 1653 verhaftete Bauernführer Niklaus Leuenberger gefangen gehalten, bis er nach Bern gebracht wurde, wo man ihm am 27. August hinrichtete. 1798 plünderte die Bevölkerung das Schloss.
Das Schlossgut beherbergte von 1835 bis 1876 eine Armenerziehungsanstalt, für deren Gründung sich Albert Bitzius eingesetzt hatte. An ihre Stelle trat von 1892 bis 1928 die kantonale Zwangserziehungsanstalt für Jugendliche, zu deren Zöglingen u. a. der Volkskundler Emanuel Friedli und der Schriftsteller Carl Albert Loosli gehörten. Später war das Schloss der Sitz des Regierungsstatthalters des Amtes Trachselwald. Seit der Zusammenlegung der Amtsbezirke im Jahr 2009 stehen die ehemaligen Amtsräume im Schloss Trachselwald leer.

## Bau- und Kunstgeschichte

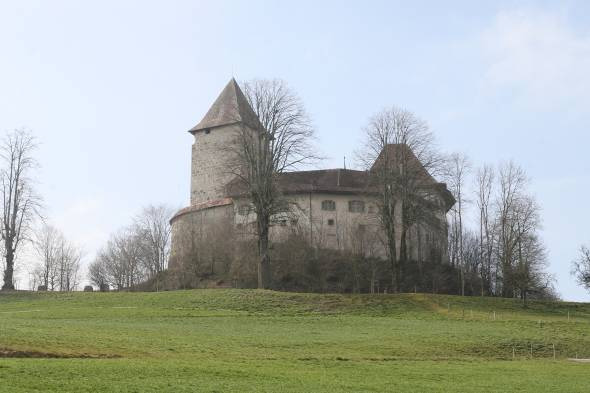
Schloss Trachselwald (Nordansicht).

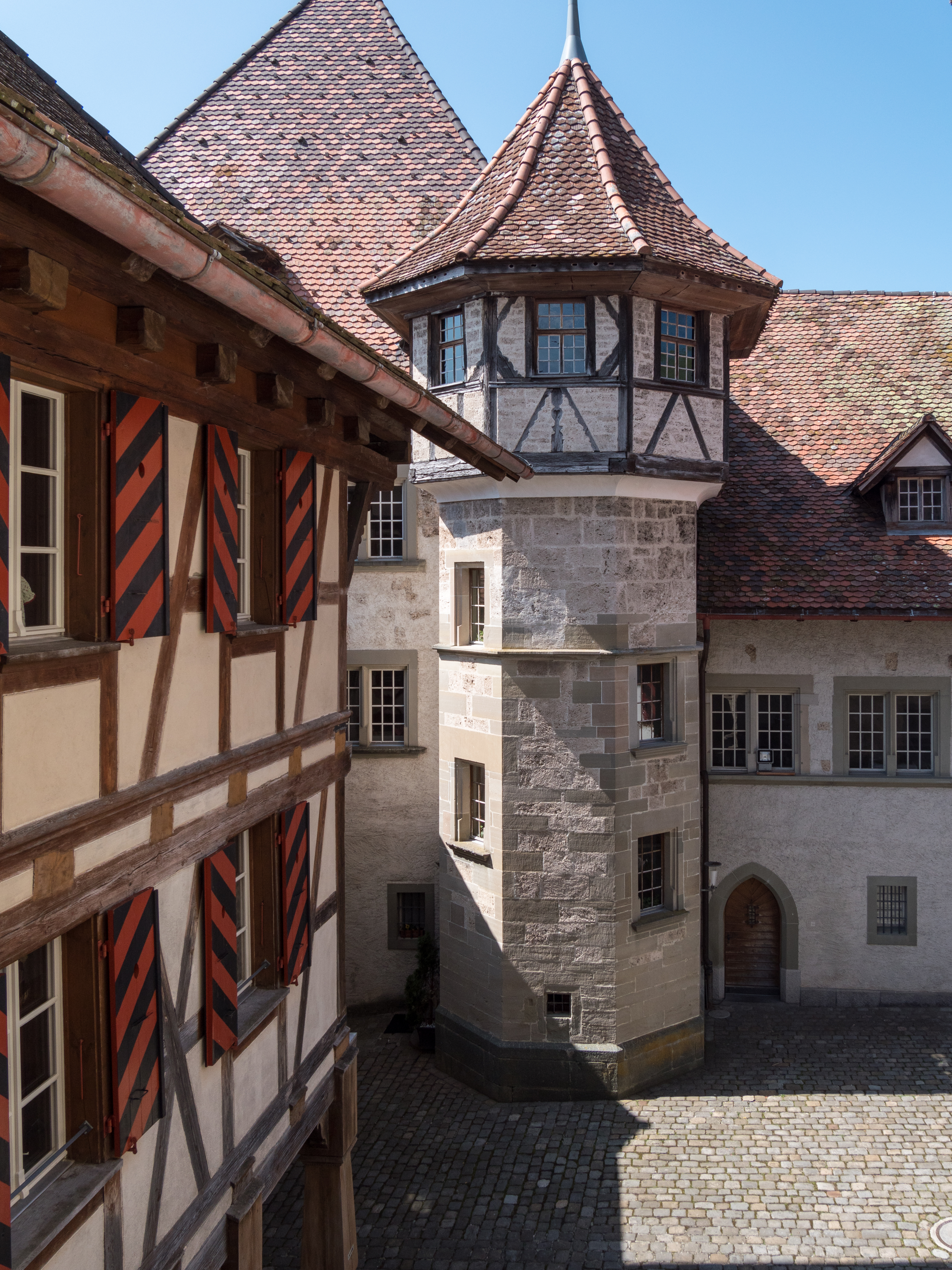
Innenhof

Schloss Trachselwald ist ein landschaftliches Wahrzeichen im Tal der Grüene, einem Seitental der Emme. Mit Hauptturm und Palas, je unter hohen Walmdächern, prägen die konstitutiven mittelalterlichen Bauteile das heutige Erscheinungsbild immer noch. Die ringsum erhaltene ellipsenförmige Ringmauer definiert von allen Seiten gesehen die Gesamtform des Schlosses und bildet damit eine der einprägsamsten und intaktesten mittelalterlichen Burganlagen der Schweiz.
Das Schloss ist eine mehrmals umgebaute ehemalige Reichsburg. Die ältesten Teile davon sind der Bergfried und die hofseitige Hälfte des Palas aus der 2. Hälfte des 12. Jahrhunderts. Der über Eck gestellte Hauptturm aus ungewöhnlich schön geformten Tuff-Bossenquadern enthielt zuoberst zwei bewohnbare mit frühgotischen Fenstern versehene Stockwerke, verbunden durch im Mauerkern ausgesparte Wendeltreppe. Weiter enthält das Schloss mehrere Gefangenenzellen, „Mörderkästen“ genannt, darunter jener von Niklaus Leuenberger, und verschiedene kostbare Ausstattungsteile des 17. und 18. Jahrhunderts. Im  Schlosshof finden sich Palas, Torturm und Kornhaus. Der Treppenturm von 1641, mit barocker Aufsatzstube unter einem Spitzhelm, stammt wohl von einem Meister aus Prismell.